# يوروفايتر المحدودة
يوروفايتر الطائرة المقاتلة المحدودة (بالإنجليزية: Eurofighter Fighter aircraft GmbH)‏، هي شركة متعددة الجنسيات، تأسست في عام 1986، تقوم بتنسيق وتصميم وإنتاج وتطوير المقاتلة الأوربية من طراز يوروفايتر تايفون، بالإضافة إلى دمج المحركات النفاثة التي تم تصميمها وتصنيعها من قبل يوروجت توربو.
يقع مقرها الرئيسي في هالبيرجموس، بافاريا، ألمانيا. وتعود ملكية الشركة إلى أربعة من شركات الطيران الكبرى في الدول الشريكة في يوروفايتر:
- 46%: مجموعة ايرباص (المعروفة آنذاك باسم EADS)
  - 33% إيداس دويتشلاند المحدودة (ألمانيا)
  - 13% إيادس كاسا (إسبانيا)
- 33%: بي أيه إي سيستمز للطيران العسكرية والمعلومات (المملكة المتحدة)
- 21%: إلينيا إرماتشي (إيطاليا)